# Chlorodiloma millelineata
Chlorodiloma millelineata is een slakkensoort uit de familie van de Trochidae. De wetenschappelijke naam van de soort is voor het eerst geldig gepubliceerd in 1864 door Bonnet.